# Синаксарь

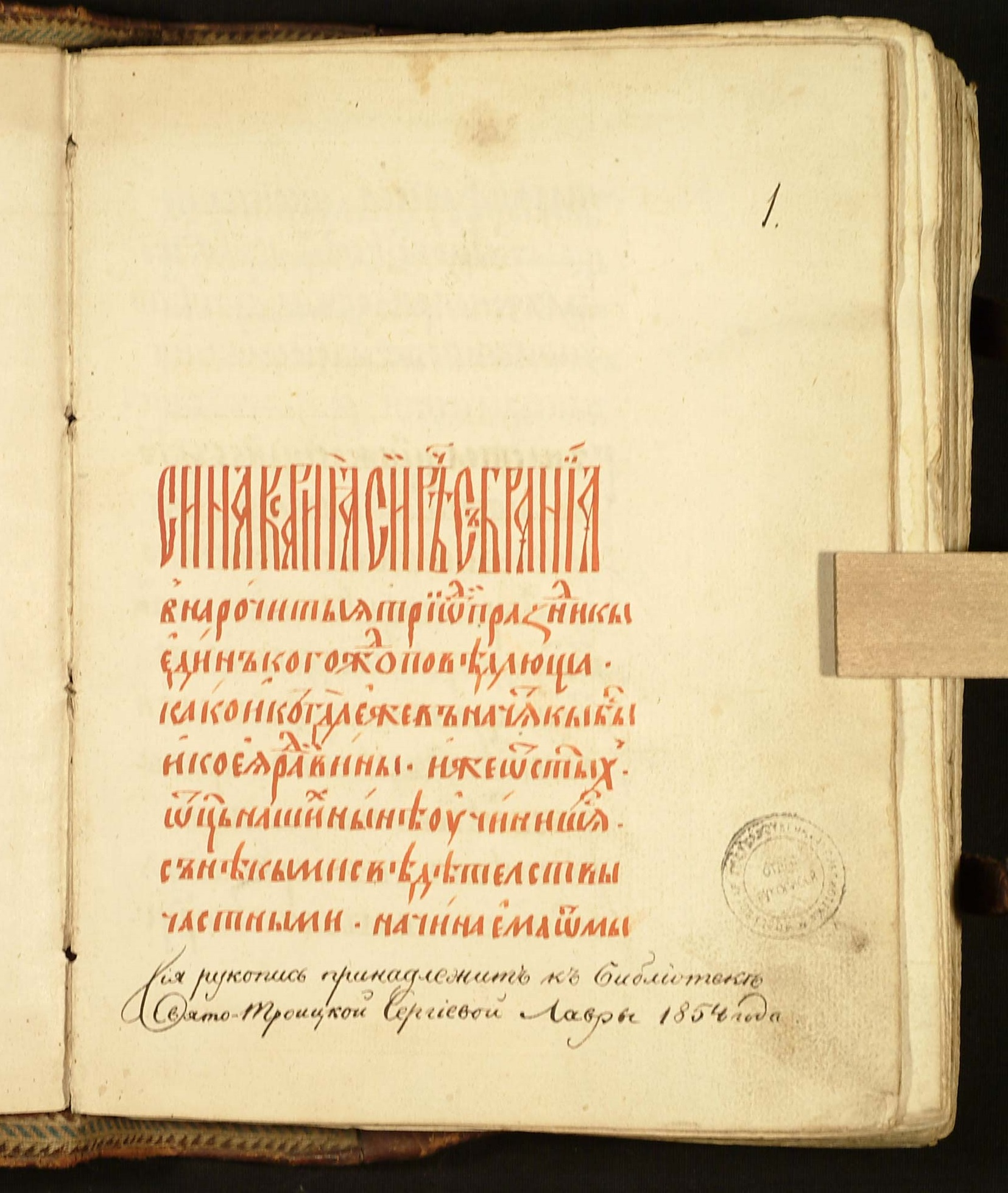
Синаксарь (без поучений), полуустав. XVI век. В четверть, 164 листа

Синакса́рь, или Синакса́рий (церк.-слав. Сѷнаѯа́риꙗ, Сѷнаѯа́рь, Сѷнаѯа́рїй; греч. Συναξάριον — сборник; от греч. συνάγω — собираю, и греч. σύναξις) — собрание; первоначально собрание верующих на праздник, в дальнейшем — собрание сведений:
- Часть церковного Устава (Типикона), содержащая богослужебные указания на весь год.
- Собрание исторических сведений о празднике или о каком-либо святом. Синаксарии помещены в Минеях и Триодях постной и цветной на все праздники, начиная от Недели мытаря и фарисея и до Недели всех святых. Они помещаются обыкновенно после 6-й песни праздничного канона после кондака и икоса (или тропарей). Если канон состоит из трёх или двух песней, то синаксарии находятся перед предпоследней песнью (восьмой).
- Так же называется и особая книга, содержащая отдельные синаксарии; в русской традиции она более известна под названием Про́лог. В XII—XIV веках возникло несколько разновидностей и редакций Пролога; древнейшая из них — так называемый «Славянский Синаксарь» — сохранилась в единственном русском списке, который известен исследователям как «Софийский Пролог».
- В Русской церкви в настоящее время обычно синаксари за службами не читаются, однако в некоторых монастырях и храмах читают жития святых или описание празднуемых событий. Великим постом, на утрени четверга 5-й седмицы, читается житие преподобной Марии Египетской.

## Список синаксарей постной и цветной Триодей
Сохранена орфография источников.
Нїки́фора каллі́ста ѯанѳопꙋ́ла собра̑нїѧ на знамени̑тыѧ пра́здники трїѡ́ди, є҆ди́нъ кі́йждо ѿ ни́хъ винослѡ́вствꙋющаѧ, ка́кѡ, и҆ когда̀ сїѐ и҆з̾ нача́ла бы́сть, и҆ каковы́ѧ ра́ди вины̀ си́це ны́нѣ и҆мѣ́ютсѧ, и҆ ѿ ст҃ы́хъ и҆ бг҃оно́сныхъ ѻ҆тє́цъ ᲂу҆чини́шасѧ съ нѣ́которыми вѣ́дѣньми ча́стными, начина̑ющаѧсѧ ѿ мытарѧ̀ и҆ фарїсе́а, и҆ конча̑щаѧсѧ да́же до всѣ́хъ ст҃ы́хъ.
До́лженствꙋетъ ᲂу҆́бѡ мѣ́сѧчный сѷнаѯа́рїй, на седмо́й пѣ́сни пре́жде ꙗ҆́кѡ ѻ҆бы́чай чита́тисѧ, пото́мъ же настоѧ́щїй.
- Постная Триодь, 1 часть
  1. Синаксарь в Неделю о мытаре и фарисее.
  2. Синаксарь в Неделю о блудном сыне.
  3. Синаксарь в субботу мясопустную.
  4. Синаксарь в Неделю мясопустную, о Страшном Суде.
  5. Синаксарь в субботу Сырной седмицы, всех преподобных отцов, в подвиге просиявших.
  6. Синаксарь в Неделю сыропустную, воспоминание Адамова изгнания.
  7. Синаксарь в субботу первой седмицы Великого поста, великомученика Феодора Тирона.
  8. Синаксарь в Неделю первую Великого поста, Торжество Православия.
  9. Синаксарь в Неделю вторую Великого поста, Святителя Григория Паламы, архиепископа Фессалонитского.
  10. Синаксарь в Неделю третью Великого поста, средопостную.
  11. Синаксарь в Неделю четвертую Великого поста, преподобного Иоанна Лествичника.
  12. Синаксарь в четверток пятой седмицы Великого поста, «Стояние Марии Египетской».
  13. Синаксарь в субботу пятой седмицы Великого Поста, Похвала Пресвятой Богородицы, Суббота акафиста.
- Постная Триодь, 2 часть
  1. Синаксарь в Лазареву субботу.
  2. Синаксарь в Неделю Ваий, Вход Господень в Иерусалим.
  3. Синаксарь во Святый Великий Понедельник.
  4. Синаксарь во Святый Великий Вторник.
  5. Синаксарь во Святую Великую Среду.
  6. Синаксарь во Святый Великий Четверг, воспоминание Тайной Вечери.
  7. Синаксарь во Святую Великую Пятницу.
  8. Синаксарь во Святую Великую Субботу.
- Цветная Триодь
  1. Синаксарь во Святую и Великую Неделю Пасхи.
  2. Синаксарь на Пресвятую Госпожу Владычицу Богородицу «Живоприемный Источник».
  3. Синаксарь в Неделю Фомину.
  4. Синаксарь в Неделю третью по Пасце, святых жен-мироносиц.
  5. Синаксарь в Неделю четвертую по Пасце, о разслабленном.
  6. Синаксарь в среду разслабленного, на преполовение Пятидесятницы.
  7. Синаксарь в Неделю пятую по Пасце, о самаряныне.
  8. Синаксарь в Неделю шестую по Пасце, о слепом.
  9. Синаксарь в Неделю 318 святых богоносных отец иже в Никеи.
  10. Синаксарь на Вознесение Господа Бога и Спаса нашего Иисуса Христа.
  11. Синаксарь в Неделю святыя Пентикостии.
  12. Синаксарь в понедельник по Пятидесятнице, сиесть, Святаго Духа.
  13. Синаксарь в Неделю всех святых.